# Перішань (комуна)
Перішань, Перішані (рум. Perișani) — комуна у повіті Вилча в Румунії. До складу комуни входять такі села (дані про населення за 2002 рік):
- Беяшу (239 осіб)
- Млечень (711 осіб)
- Перішань (300 осіб)
- Подень (114 осіб)
- Пояна (412 осіб)
- Пріпоаре (304 особи)
- Спіну (497 осіб)
- Сурдою (77 осіб)

Комуна розташована на відстані 168 км на північний захід від Бухареста, 30 км на північ від Римніку-Вилчі, 125 км на північ від Крайови, 98 км на захід від Брашова.

## Населення
За даними перепису населення 2002 року у комуні проживали 3850 осіб.
Національний склад населення комуни:
| Національність | Кількість осіб | Відсоток |
| -------------- | -------------- | -------- |
| румуни         | 3848           | 99,9%    |
| німці          | 1              | < 0,1%   |
| серби          | 1              | < 0,1%   |

Рідною мовою назвали:
| Мова      | Кількість осіб | Відсоток |
| --------- | -------------- | -------- |
| румунська | 3849           | > 99,9%  |
| сербська  | 1              | < 0,1%   |

Склад населення комуни за віросповіданням:
| Релігія       | Кількість осіб | Відсоток |
| ------------- | -------------- | -------- |
| православні   | 3849           | > 99,9%  |
| римо-католики | 1              | < 0,1%   |